# Alta velocidad ferroviaria en Indonesia
Indonesia opera una única línea de alta velocidad entre dos de las ciudades más grandes del país, Yakarta y Bandung. Denominado Whoosh (en indonesio: Waktu Hemat, Operasi Optimal, Sistem Hebat, lit. 'Ahorro de tiempo, Operación Óptima, Sistema Sobresaliente'),es operado por Kereta Cepat Indonesia China (KCIC).
Whoosh es el primer tren de alta velocidad en Asia Sudoriental, y el único en el Hemisferio Sur. Cubre una distancia de 143 kilómetros (88,9 mi) con una velocidad operativa máxima de 350 km/h (217,5 mph) y una velocidad de diseño de 420 km/h (261 mph), lo que la convierte en la segunda red ferroviaria comercial más rápida del mundo.
El tiempo de viaje promedio entre ambas ciudades es de 45 minutos, frente a las 3 horas del tren convencional.Con un coste de construcción de 7.300 millones de dólares, la línea comenzó las pruebas el 7 de septiembre de 2023, y la operación comercial el 17 de octubre de 2023. En 11 meses, Whoosh ha transportado a 5 millones de viajeros, con 62 servicios diarios.

## Historia

### Inicios
El desarrollo de un tren de alta velocidad en Indonesia comenzó a considerarse seriamente en 2008, con discusiones en la Cumbre de Inversiones Asiáticas en 2013 y 2015. El gobierno de Indonesia anunció en julio de 2015 el plan para iniciar la construcción del tren de alta velocidad Yakarta-Bandung, tras la visita del Presidente de la República Popular China y otros líderes mundiales a la Conferencia de Bandung.
Tanto Japón como China expresaron su interés en el proyecto, en cuyol tramo Yakarta-Bandung ambos países habían llevado a cabo investigaciones prospectivas, y en el que la Agencia Japonesa de Cooperación Internacional había presentado un estudio. La licitación del TAV en Indonesia puede verse en el marco de la rivalidad entre Japón y China por influencia y proyectos de desarrollo en Asia.

### Propuesta de Japón
Indonesia, similar en muchos aspectos al Honshu anterior al TAV en términos de terreno y densidad urbana, llevaba desde 2008 en el punto de mira de Japón, pues sufría enormemente de congestión tanto en el transporte de carga como en el de pasajeros.
Aunque la idea había circulado durante algunos años, en 2014 la JICA propuso dividir la construcción en etapas, comenzando con un primer tramo entre Yakarta y Bandung que reduciría el tiempo de viaje 3 horas a 35 minutos, con un costo estimado de 78 billones de rupiah. 
La hegemonía japonesa en el proyecto ferroviario de alta velocidad parecía inquebrantable hasta 2015.Sin embargo, en marzo, el presidente indonesio Joko Widodo viajó a Tokio, donde el entonces primer ministro japonés, Shinzo Abe, pese a prometer préstamos para mejorar la red ferroviaria municipal de Yakarta, no cerró el proyecto ferroviario de línea Yakarta-Bandung.

### Propuesta de China

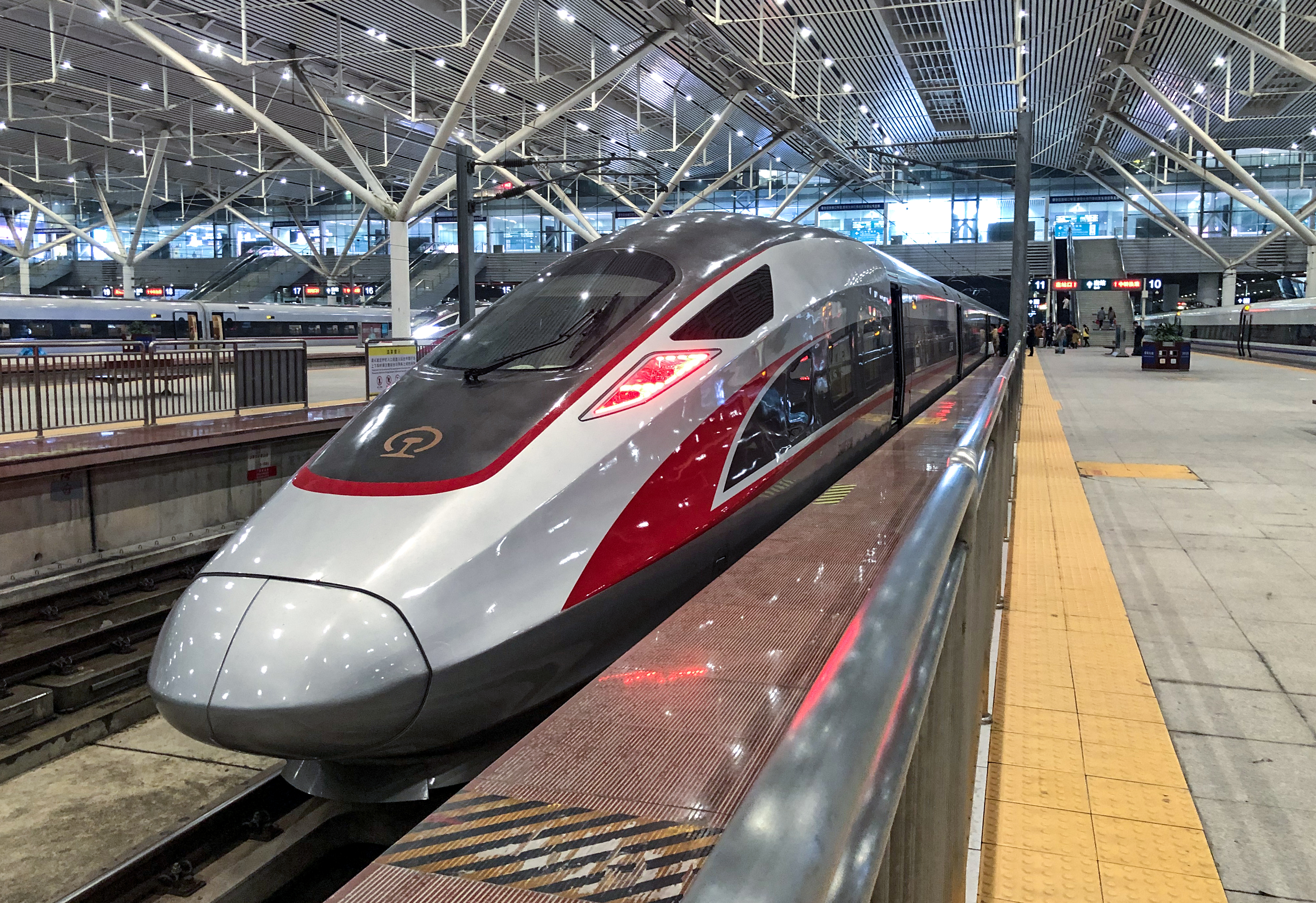
CR400AF, propuesto por China

El 26 de marzo, Joko Widodo visitó Pekín y se reunió con Xi Jinping. Xi anunció públicamente su apoyo al proyecto, y ambos gobiernos firmaron un memorándum en el que especificaban el interés de China en la línea Yakarta–Bandung.En abril, China presentó una oferta para el proyecto, lo que causó malestar en Japón.
En julio de 2015, el gobierno de Indonesia anunció sus planes para construir el tren de alta velocidad entre Yakarta y Bandung, organizando un concurso entre posibles oferentes. China respondió organizando una Exposición de Tecnología de Ferrocarriles de Alta Velocidad en el Senayan City en agosto de 2015.
Tanto China como Japón participaron en una intensa lucha por el contrato, que algunos analistas señalaron respondía más a intereses geopolíticos que económicos.

### Cancelación temporal y reanudación
Se esperaba que Joko Widodo anunciara el ganador del proyecto a principios de septiembre de 2015. Sin embargo, el 3 de septiembre, el gobierno indonesio declaró cancelado el proyecto, priorizando una alternativa ferroviaria más lenta y económica.
A mediados de septiembre, China anunció que cumpliría plenamente las demandas del gobierno indonesio y ofreció una nueva propuesta que no requería de cargas fiscales ni garantías de deuda para avanzar.Así, Indonesia seleccionó a China para el proyecto de 5 mil millones de dólares,gracias a un paquete financiero más competitivo que el de Tokio.

### Respuesta de Japón
El entonces Secretario en Jefe del Gabinete de Japón, Yoshihide Suga, calificó la decisión de Indonesia como "difícil de entender" y "extremadamente lamentable". Suga también expresó que la situación "solo puede describirse como extremadamente deplorable". Por su parte, la Ministra de Empresas Estatales de Indonesia, Rini Soemarno, confirmó que se eligió la propuesta china en lugar de la japonesa debido a sus términos de financiamiento más flexibles.
China reforzó su propuesta comprometiéndose a establecer una empresa conjunta con firmas indonesias para producir trenes de alta velocidad, trenes eléctricos y sistemas de trenes ligeros, no solo para Indonesia sino también para exportación a otros países de Asia. Además, se comprometió a transferir tecnología relacionada y a renovar y reconstruir estaciones de tren.

### Desarrollo y construcción
En enero de 2016, el ministro de Transporte de Indonesia emitió un permiso para un ferrocarril de alta velocidad entre Yakarta y Bandung (142,8 kilómetros), con estaciones ubicadas en Halim (a las afueras de Yakarta), Karawang, Padalarang y Tegalluar (a las afueras de Bandung), con un depósito en Tegalluar. 71,63 kilómetros (44,5 mi) del trazado sería a nivel del suelo, 53,54 kilómetros (33,3 mi) en viaducto y 15,63 kilómetros (9,7 mi) subterráneos. El período de concesión, durante el cual solo KCIC podrá operar la línea, es de 50 años desde el 31 de mayo de 2019 y no puede extenderse, salvo en situaciones de fuerza mayor. La construcción comenzó oficialmente el 21 de enero de 2016, y se esperaba que finalizara en septiembre de 2023. El proyecto de alta velocidad está gestionado por el KCIC, una organización compuesta en un 60 % por un consorcio indonesio y en un 40 % por China Railway International.
En octubre de 2016, el gobierno indonesio anunció su intención de construir un ferrocarril de velocidad media-alta de 600 kilómetros (372,8 mi) entre Yakarta y Surabaya, e invitó a Japón a participar en este proyecto. Sin embargo, casi siete años después, en julio de 2023, el proyecto fue cancelado debido a la falta de avances. Posteriormente, el presidente eliminó el tren semirrápido Yakarta-Surabaya del proyecto estratégico nacional hacia el final de su mandato en 2024.
En 2023, la construcción del tren de alta velocidad Yakarta-Bandung terminó parcialmente, estando lista para iniciar operaciones comerciales en octubre de 2023. El tren inició operaciones de prueba con pasajeros el 7 de septiembre de 2023 y operaciones comerciales el 2 de octubre de 2023.

## Futuras Ampliaciones
En 2023, las autoridades indonesias y chinas discutieron planes adicionales para extender el ferrocarril a través de la isla de Java. Se estima que la Fase 2 reducirá el tiempo de viaje entre Yakarta y Surabaya de 8 a 3.5 horas.

## Controversias
En abril de 2016, cinco trabajadores del proyecto ferroviario de alta velocidad chino fueron arrestados en la base aérea Halim Perdanakusuma. Este incidente destacó la negativa de la Fuerza Aérea de Indonesia a ceder terrenos pertenecientes a la base aérea Halim Perdanakusuma, donde una de las estaciones iba a situarse.
En febrero de 2018, el caricaturista japonés Onan Hiroshi describió al Presidente de Indonesia, Joko Widodo, como un "mendigo del tren de alta velocidad", debido a la petición de Indonesia de ayuda a Japón para completar el proyecto. La viñeta suscitó rápidamente las protestas de los internautas indonesios, y el 25 de febrero el dibujante tuiteó una disculpa, retiró los dibujos y cerró la página.